# Стоян Малашев
Стоян Малашев е български революционер, гевгелийски околийски войвода на Вътрешната македоно-одринска революционна организация.

## Биография
Малашев е роден в Негорци, в Османската империя, днес Северна Македония. Убива шпионина Петко Харизанов през лятото на 1904 година и минава в нелегалност. Става четник при Гоно Янев и Коста Попето.
След Младотурската революция се легализира, но в 1910 година отново става нелегален и от ноември 1911 година е гевгелийски околийски войвода. На 27 април 1912 година Малашев извършва атентат на железопътен мост между Негорци и Пърдейци.
След атентата властите подлагат на мъчения двамата му чичовци Ичко и Дельо Самарджиеви и чичовия му син Атанас. Тримата са изпратени след заплахи в гората, преструват се че са станали нелегални и след като Малашев ги въоръжава го убиват на 2 юни 1912 година в местността Бараловски дол, в планината Кожух, Гевгелийско заедно с Щило Ковански и Григор Иванов. Тримата са погребани в Кованец. Ичко Димитров, причаквайки убийците на Стоян Малашев през юли 1912 година в село Серменин влиза в сражение с четата на ренегата Христо Капитанчето и я разбива. Убийците на Малашев Ичко и Дельо са убити през октомври от войводата Михаил Странджата, а Атанас е пощаден.